# Kutuku
Kutuku est une ville du Botswana.